# Alberto Byington
Alberto Byington, född 18 maj 1902, död 17 december 1964, var en friidrottare från Brasilien. Han deltog vid olympiska sommarspelen 1924.